# バンド織り
バンド織り（バンドおり、英語：inkle weaving）とは、インクルルーム（英語：inkle loom）と呼ばれる簡易織り機を用いた織物手法の一種である。バンド織り自体はシェークスピアの恋の骨折り損に登場したことがある。米国に1930年代ころに持ち込まれたとされ、起源はその数世紀前と考えられている。
この手法は、一般的にストラップやベルトなど帯状のものを織る際に活用される。

## 織り機

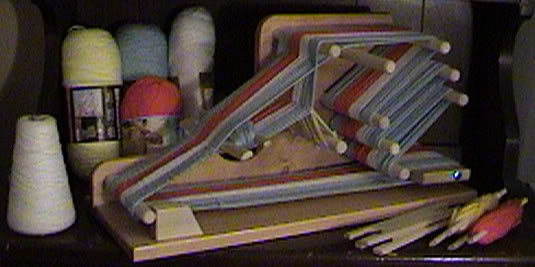

インクルルームには床置き型と卓上型の二種類が存在する。どちらの型も、木製のフレームに複数のダボ（太柄）がつなぎ合わせているのが特徴である。織る際には経糸をこれらのダボにを巻きつけることとなる。
ダボの一つはスライドさせることによって位置を調節させられるようになっている。それにより、織りの進み具合に応じて経糸へのテンションを調整することができる。

## 手順
インクルルームの各ダボに経糸を決められた順序に従って巻きつけ、各経糸にヘドル（綜絖）を取り付け、その後に経糸を手で上下させて杼口を開けながら緯糸を通していくのが基本手順となる。
緯糸は基本的に帯の端の部分でのみ表出するので、それが目立たないように端の経糸の色を緯糸と合わせて目立たないようにすることもできる。
織り作業が進むにつれて経糸は織り機にきつく巻き付くことになるので、織り手は経糸に掛かるテンションを適宜調節する必要がある。
上級技術の一つとして、経糸の全てをまとめて上下させるのではなく、一つ一つの糸を意図的に持ち上げながら織る「ピックアップ」がある。こうすることによって帯の片面に経糸、もう片面に緯糸を表出させられ、応用の仕方次第では複雑な文字や幾何学模様といったものを表現することができる。

## 用途
インクルルームで織られたものは強度に比較的優れており、平らな帯状の品物を織るのに向いている。現代ではギターやカメラ用のストラップや、カラフルな靴紐を織るのに使われることもある。従来はベルトや馬の手綱を織る際に活躍したとみられる。